# Zach Cregger
Zach Cregger, właśc. Zachary Michael Cregger (ur. 1 marca 1981 w hrabstwie Arlingto) – amerykański komik, aktor, reżyser, scenarzysta, producent filmowy i streamer Twitch.

## Życiorys

### Wczesne lata
Urodził się w hrabstwie Arlingto w Wirginii jako syn Anne P. Taylor i Richarda Todda Creggera. Jego rodzina była pochodzenia niemieckiego, angielskiego, szkockiego, irlandzkiego i francuskiego. Dorastał wraz z trzema braćmi – Danem, Jakiem i Samem. Jako dziecko był dość utalentowany i był znany ze swoich umiejętności komicznych w liceum. Wraz z innymi wykonawcami swojej improwizowanej grupy „The Nation of Improv” występował w centrach handlowych i innych szkołach średnich. W młodym wieku miał nawet agenta, zanim przeniósł się do Brooklynu. Studiował w The School of Visual Arts w Nowym Jorku i zdobył stopień licencjata sztuk pięknych.

### Kariera
Podczas studiów w 2000 był współzałożycielem trupy The Whitest Kids U’ Know. Grupa komediowa odniosła natychmiastowy sukces, szczególnie w klubach takich jak „Pianos”, a w Internecie spotkała się z dużym uznaniem publiczności. Ich talent został zauważony jeszcze bardziej, gdy w 2006 otrzymali zaproszenie do udziału w programie HBO U.S. Comedy Arts Festival w Aspen. Tam otrzymali nagrodę dla najlepszej grupy i przykuli uwagę wielu hollywoodzkich filmowców. Następnie serial został sprzedany sieci, a jego pierwszy sezon miał swoją premierę w 2007. Później program przeniósł się do IFC i był kontynuowany przez kolejne cztery sezony. Cregger był także producentem wykonawczym, współreżyserem serialu i współautorem scenariusza przez cały okres między 2007 a 2011.
Wkrótce został zaangażowany do roli Aarona Greenwaya w sitcomie NBC To tylko seks (2011). Od 12 września 2012 do 27 lutego 2013 grał postać szczęśliwie żonatego mądrego Nicka w sitcomie NBC Faceci z dzieciakami.

## Życie prywatne
Od lipca 2010 do 2015 był w nieformalnym związku z Haley Bennett. W 2018 Cregger zaręczył się ze swoją wieloletnią dziewczyną Sarą Paxton. 27 października 2019 zawarli związek małżeński.

## Filmografia

### Filmy
- 2008: Studenci jako Cooper
- 2009: Miss marca jako Eugene Bell
- 2014: Chłopaki do wzięcia jako Greg
- 2022: Barbarzyńcy jako Everett (także reżyser i scenarzysta)

### Seriale
- 2011: To tylko seks jako Aaron Greenway
- 2012–2013: Faceci z dzieciakami jako Nick
- 2014: Był sobie chłopiec jako T.J.
- 2015: The McCarthys jako Doug
- 2016–2018: Rozbici jako Owen
- 2019: Ogarnij to! jako Brent